# Португальська аристократія

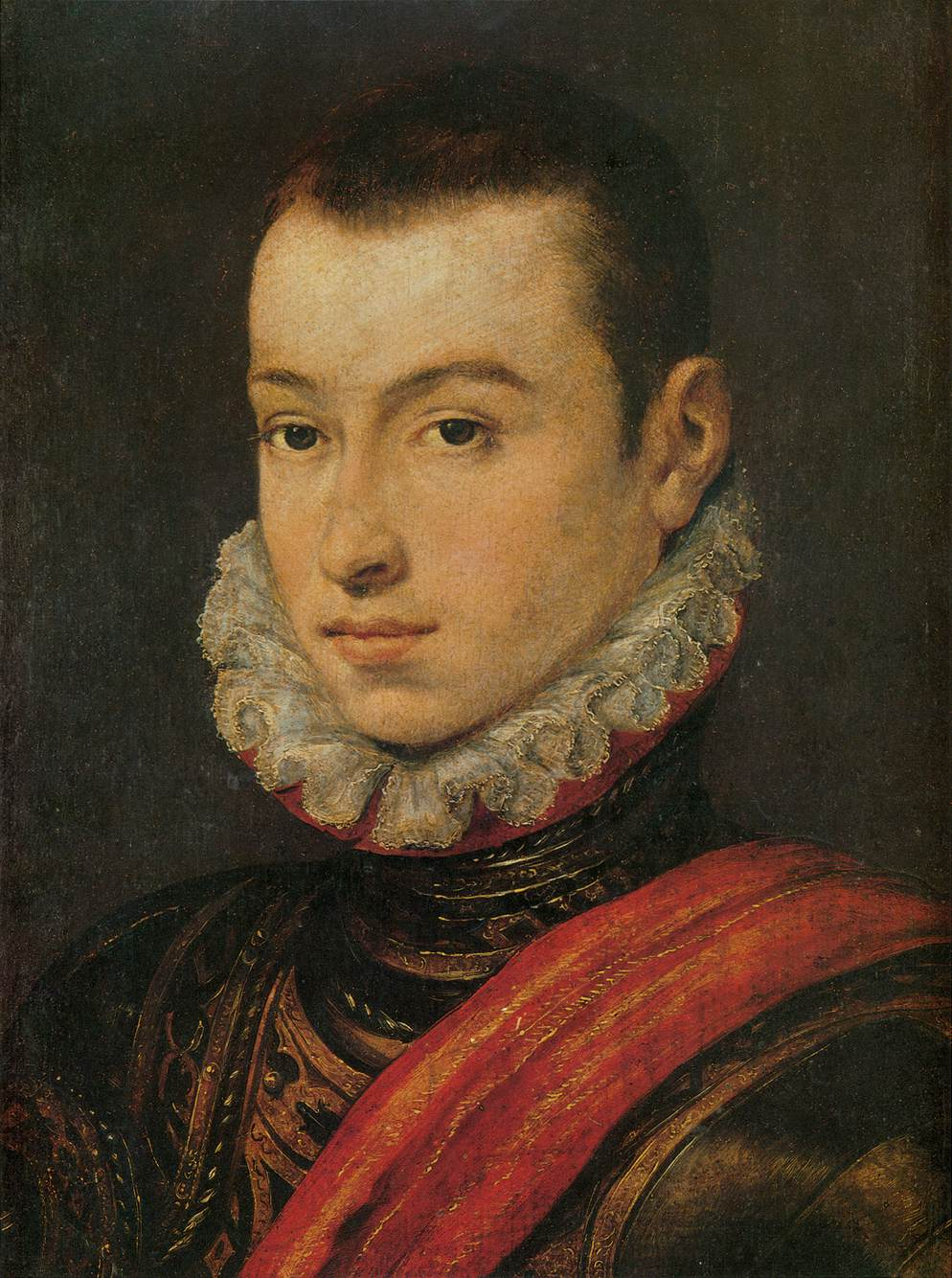
Молодий португальський аристократ (XVI ст.)

Португа́льська аристокра́тія (порт. Nobreza Portuguesa, Nobreza de Portugal) — привілейований суспільний стан у Португальському королівстві в 1139—1910 роках. За доби абсолютної монархії був найбільш привілейованим станом країни. Представники аристократії займали більшість державних і церковних посад у Португалії та колоніях. Після перемоги лібералів у Громадянській війні та встановлення конституційної монархії в 1834 році вплив аристократії на державне управління зменшився. Внаслідок Революції 1910 року, встановлення республіканського ладу і скасування станової системи аристократія перестала існувати як окремий стан. Існує декілька організацій, що об'єднують нащадків португальської аристократії; найбільшою з них є Інституція португальської аристократії.

## Ієрархія
Титулована аристократія:
- Герцоги королівські
- Герцоги
- Маркізи
- Графи
- Віконти
- Барони
- Сеньйори
- Майори
- Фідалгу

### Геральдичні корони

Герцог
Маркіз
Граф
Віконт
Барон
Лицар

## Роди

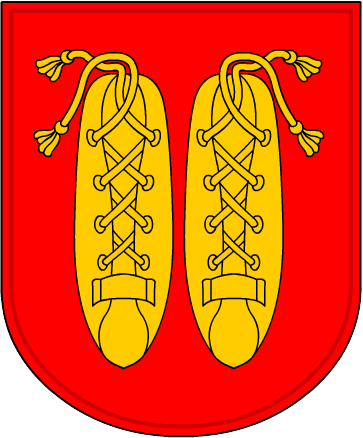
Абарки
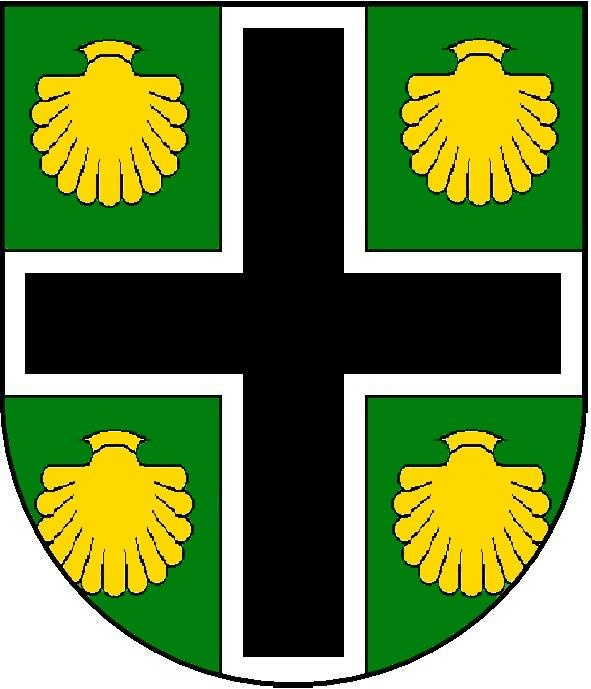
Абашту
Авелари
Албукеркі
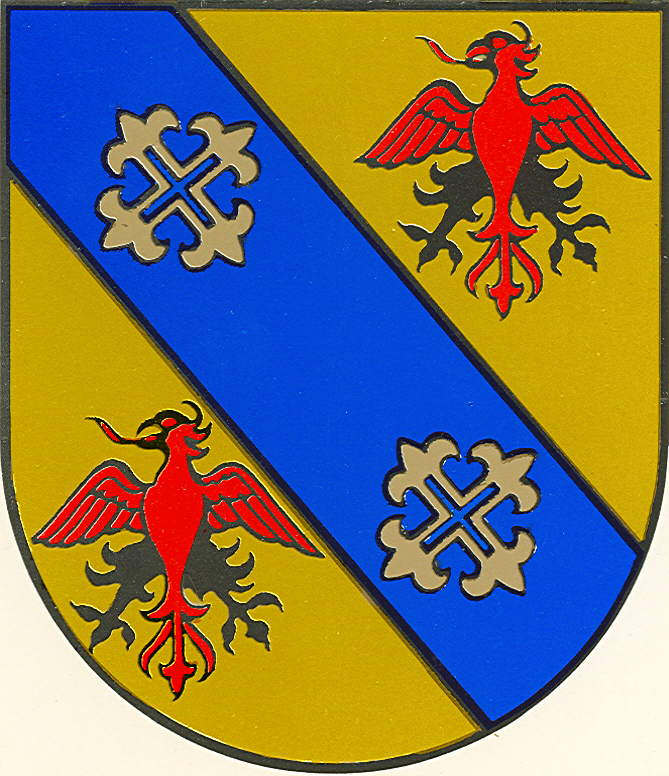
Алмади
Алмейди
Андради
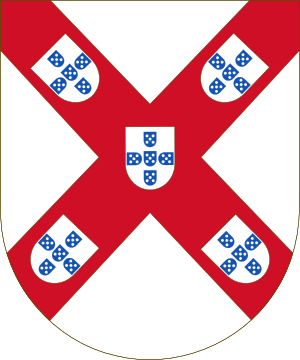
Браганси
Гойші
Камари
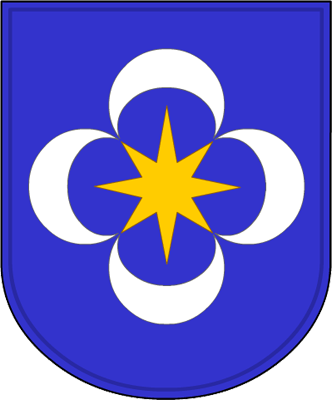
Карвалю
Кастро
Ленкаштри
Майї
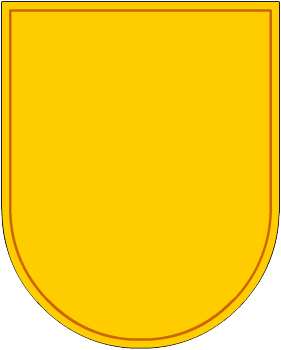
Мінезіші
Сілви
Перейри
Піни
Терсейри

## Гербовники
- «Livro do Armeiro-Mor » (1509)
- «Thesouro de Nobreza» (1675)